# Barre anti-panique

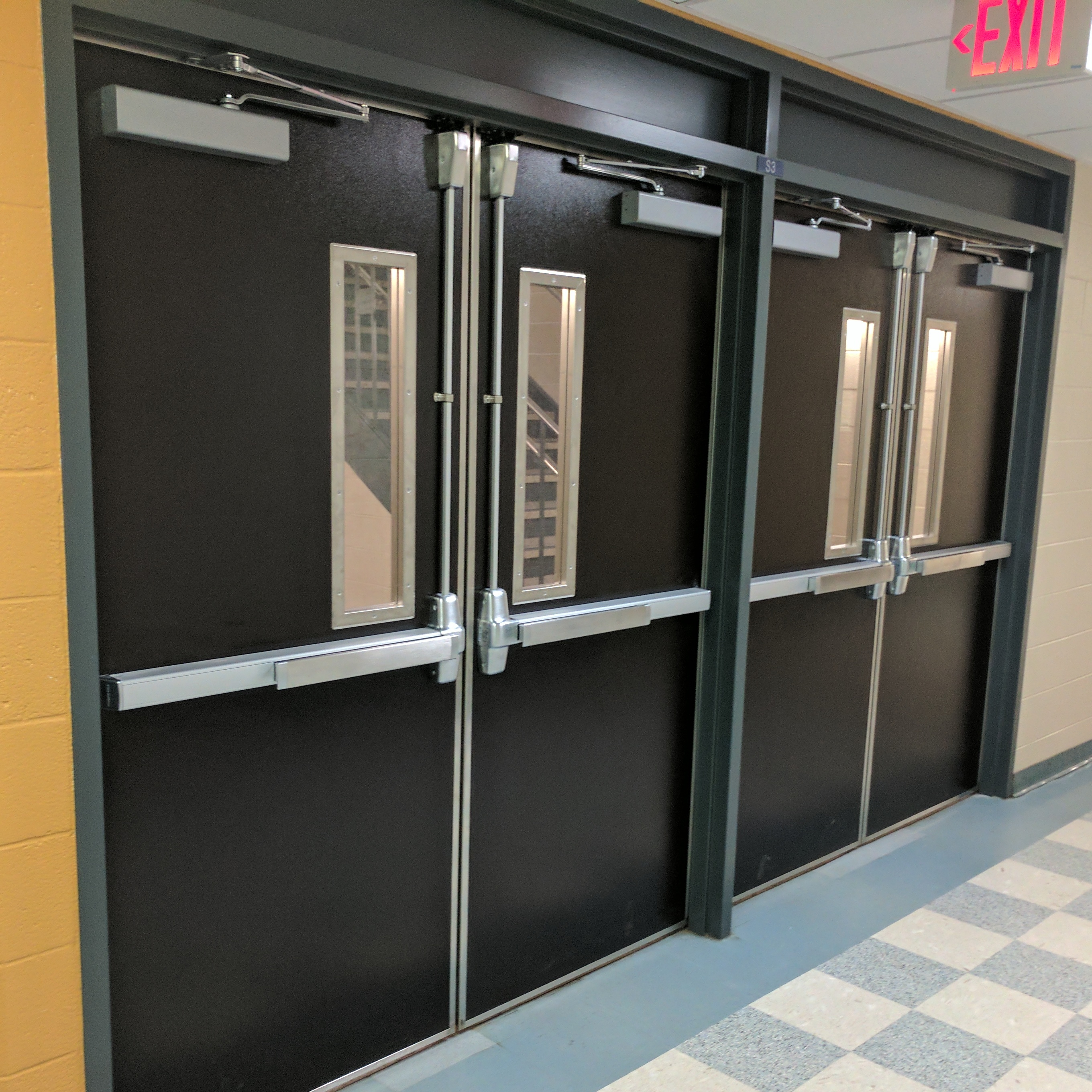
Portes munies de barres anti-panique.

Une barre anti-panique, ou fermeture anti-panique, est un dispositif dont sont pourvues des portes de secours afin qu'elles puissent être ouvertes par une pression sur une barre horizontale fixée en leur milieu.
Ce système d'ouverture a été conçu pour libérer le passage aux personnes qui auraient pu être blessées ou tuées en s'amassant contre les portes par panique ou lors d'un mouvement de foule à l'intérieur d'un bâtiment, et faciliter leur évacuation.
La présence de ce dispositif sur les sorties de secours fait souvent partie des normes de sécurité dans un établissement recevant du public.

## Fonctionnement
Il est constitué d'une barre à ressort fixée à l'horizontale sur une porte. La simple poussée suffit à déverrouiller la porte.